# Podoconiose
A podoconiose (do grego podos, 'pé' e konos, 'pó'), ou elefantíase endémica não infecciosa, é uma doença geoquímica não infecciosa causada pela exposição crónica dos pés a solos irritantes, que afecta os vasos linfáticos das extremidades inferiores. Esta doença caracteriza-se por inchaço (linfedema) das extremidades inferiores, que com o tempo conduz a desfiguração e deficiência. É a segunda causa de elefantíase tropical, depois da filaríase.